# Костањевац (Берек)
Костањевац (хрв. Kostanjevac) је насељено место у општини Берек, Бјеловарско-билогорска жупанија, Хрватска.

## Историја
До територијалне реорганизације у Хрватској био је у саставу старе општине Гарешница.

## Становништво
У попису становништва из 2011. године, Костањевац је имао 143 становника.
| Број становника према пописима | Број становника према пописима | Број становника према пописима | Број становника према пописима | Број становника према пописима | Број становника према пописима | Број становника према пописима | Број становника према пописима | Број становника према пописима | Број становника према пописима | Број становника према пописима | Број становника према пописима | Број становника према пописима | Број становника према пописима | Број становника према пописима | Број становника према пописима |
| ------------------------------ | ------------------------------ | ------------------------------ | ------------------------------ | ------------------------------ | ------------------------------ | ------------------------------ | ------------------------------ | ------------------------------ | ------------------------------ | ------------------------------ | ------------------------------ | ------------------------------ | ------------------------------ | ------------------------------ | ------------------------------ |
| 1857                           | 1869                           | 1880                           | 1890                           | 1900                           | 1910                           | 1921                           | 1931                           | 1948                           | 1953                           | 1961                           | 1971                           | 1981                           | 1991                           | 2001                           | 2011                           |
| 386                            | 393                            | 418                            | 645                            | 682                            | 646                            | 618                            | 681                            | 634                            | 629                            | 563                            | 358                            | 249                            | 190                            | 147                            | 143                            |

Напомена: Исказивано под именом Костајновец 1857. и 1869. те од 1910. до 1981. под именом Костањевац Беречки.